# El Campo
El Campo ist eine Stadt im Wharton County im US-Bundesstaat Texas. Das U.S. Census Bureau hat bei der Volkszählung 2020 eine Einwohnerzahl von 12.350 ermittelt.

## Geographie
Die Stadt liegt fast zentral im County, im Südwesten von Texas, ist im Südwesten etwa 80 Kilometer vom Golf von Mexiko entfernt.

## Geschichte
1882 wurde an der Stelle der heutigen Stadt ein Eisenbahner-Camp mit dem Namen Prairie Switch gebaut und diente in den Folgejahren als Umschlagplatz und Nachschubdepot für die New York, Texas and Mexican Railway. Mexikanische Cowboys nannten das Camp El Campo. Als 1890 das erste Postbüro eröffnet wurde, übernahm man diesen Namen.

## Demografische Daten
Nach der Volkszählung im Jahr 2000 lebten hier 10.945 Menschen in 3.931 Haushalten und 2.810 Familien. Die Bevölkerungsdichte betrug 565,7 Einwohner pro km2. Ethnisch betrachtet setzte sich die Bevölkerung zusammen aus 69,07 % weißer Bevölkerung, 11,88 % Afroamerikanern, 0,33 % amerikanischen Ureinwohnern, 0,28 % Asiaten, 0,01 % Bewohnern aus dem pazifischen Inselraum und 16,66 % aus anderen ethnischen Gruppen. Etwa 1,77 % waren gemischter Abstammung und 38,68 % der Bevölkerung waren spanischer oder lateinamerikanischer Abstammung.
Von den 3.931 Haushalten hatten 37,3 % Kinder unter 18 Jahre, die im Haushalt lebten. 53,1 % davon waren verheiratete, zusammenlebende Paare. 13,5 % waren allein erziehende Mütter und 28,5 % waren keine Familien. 25,8 % aller Haushalte waren Singlehaushalte und in 14,4 % lebten Menschen, die 65 Jahre oder älter waren. Die Durchschnittshaushaltsgröße betrug 2,74 und die durchschnittliche Größe einer Familie belief sich auf 3,31 Personen.
30,1 % der Bevölkerung waren unter 18 Jahre alt, 9,5 % von 18 bis 24, 26,2 % von 25 bis 44, 19,4 % von 45 bis 64, und 14,8 % die 65 Jahre oder älter waren. Das Durchschnittsalter war 34 Jahre. Auf 100 weibliche Personen aller Altersgruppen kamen 92,0 männliche Personen. Auf 100 Frauen im Alter von 18 Jahren und darüber kamen 86,8 Männer.

Das jährliche Durchschnittseinkommen eines Haushalts betrug 30.694 USD, das Durchschnittseinkommen einer Familie 35.155 USD. Männer hatten ein Durchschnittseinkommen von 27.416 USD gegenüber den Frauen mit 18.872 USD. Das Prokopfeinkommen betrug 14.464 USD. 20,1 % der Bevölkerung und 16,5 % der Familien lebten unterhalb der Armutsgrenze. Davon waren 27,1 % Kinder und Jugendliche unter 18 Jahren und 17,1 % waren 65 oder älter.

## Söhne und Töchter der Stadt
- Little Willie Littlefield (1931–2013), Boogie-Woogie-Pianist
- Denice Denton (1959–2006), Ingenieurin und Professorin für Elektrotechnik
- Gary Janak (* 1962), römisch-katholischer Geistlicher, Weihbischof in San Antonio